# Asnæsverket

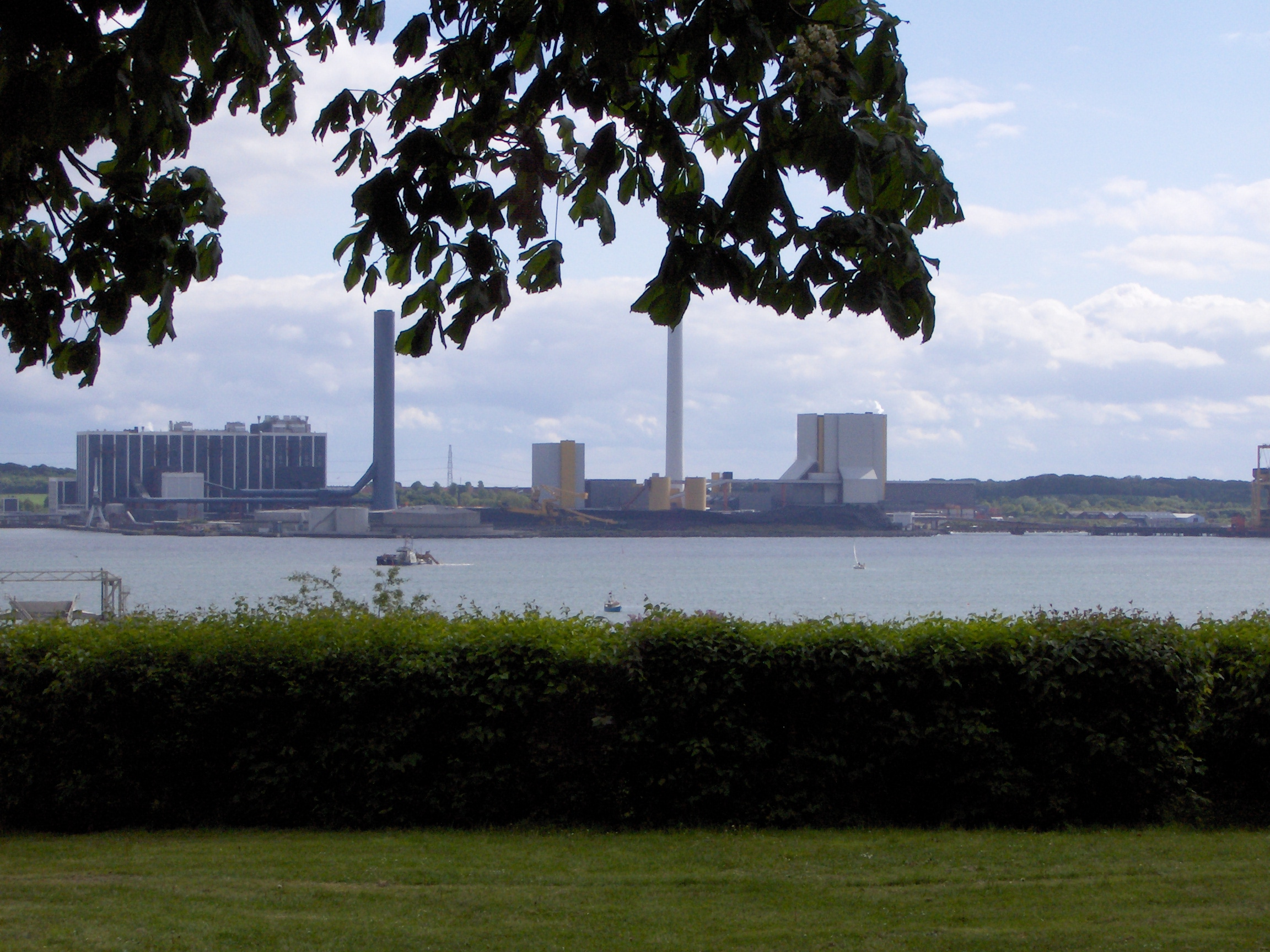
Bild av kraftverket

 Asnæsverket  är ett fjärrvärmeverk på Asnæshalvön vid Kalundborg på nordvästra Själland. Operatör är DONG Energy.
Verket var tidigare ett  
kombinerat kolkraftverk och oljekraftverk med en installerad produktionskapacitet på 1 057–1 472 MW fördelat på 5 block/turbiner och landets största kraftverk mätt efter installerad produktionskapacitet.
Anläggningen byggdes ut 1959–1981. Asnæs 5 från 1981 var på hela 640 MW, det kraftigaste kraftverksblocket i Danmark. Bränsletypen var kol och i andra hand olja.  Blok 5 lades ned år 2010.
De totala CO2-utsläppen 2008 var ca. 2 485 000 ton, medan samma års kvot var 1,765 milj. ton.

Blok 6, som eldas med träflis invigdes år 2020. Det leverar fjärrvärme motsvarande förbrukningen i omkring 37 000 hushåll i området runt Kalundborg och kan leverera upp till 25 MW el. Verket levererar också upp till 129 MW processånga till kringliggande industrier, bland annat insulinfabriken på Novo Nordisk.